# Человек в сером фланелевом костюме
«Человек в сером фланелевом костюме» (англ. The Man in the Gray Flannel Suit) — кинофильм режиссёра Наннэлли Джонсона, вышедший на экраны в 1956 году. Экранизация одноимённого романа-бестселлера Слоуна Уилсона. Лента принимала участие в конкурсной программе Каннского кинофестиваля и удостоилась специального упоминания, а также была номинирована на премию Гильдии режиссёров США за лучшую режиссуру художественного фильма.

## Сюжет
Том Рэт ведет спокойную и вполне счастливую жизнь со своей женой Бетси и тремя детьми. Желание обеспечить семье безбедное существование вынуждает его устроиться на работу в теле- и радиовещательную корпорацию на высокооплачиваемую должность заместителя директора по специальным проектам. На новой работе он сталкивается с моральной дилеммой: должен ли он говорить боссу то, что тот хочет услышать, или в соответствии со своими убеждениями говорить прямо и откровенно? Другая нравственная проблема касается его личной жизни, точнее одного эпизода, о котором он никогда не рассказывал своей супруге: во время войны в Риме капитан Рэт имел роман с молодой итальянкой Марией, от которой, возможно, у него есть ребёнок…

## В ролях
- Грегори Пек — Том Рэт
- Дженнифер Джонс — Бетси Рэт
- Фредрик Марч — Ральф Хопкинс
- Мариза Паван — Мария Монтанье
- Ли Джей Кобб — судья Бернстайн
- Энн Хардинг — Хелен Хопкинс
- Кинан Уинн — сержант Цезарь Гарделла
- Джин Локхарт — Билл Хоторн
- Жижи Перро — Сьюзан Хопкинс
- Артур О’Коннелл — Гордон Уокер
- Генри Дэниелл — Билл Огден
- Конни Гилкрист — миссис Мэнтер
- Джозеф Суини — Эдвард М. Шульц
- Фрэнк Уилкокс — врач Хопкинсов (в титрах не указан)
- Рут Клиффорд — Флоренс (в титрах не указана)
- Уильям Фиппс — сержант (в титрах не указан)